# Michael Clancy
Michael Clancy (ur. 31 marca 1949, zm. 25 lutego 2010) – gubernator Świętej Heleny od października 2004 do 11 listopada 2007.
Na stanowisko został wyznaczony przez królową Elżbietę II, za radą rządu brytyjskiego. Gubernator wchodzi z urzędu w skład Rady Legislacyjnej (parlament wysp) i Rady Wykonawczej (rząd), pełniąc jednocześnie funkcję szefa rządu. Wyznacza również administratorów dla dwóch dependencji kolonii.